# 列宁装
列宁装，中华人民共和国建国初期的一种流行服饰，属于偏中性化的女装。以苏联领导人列宁的名字命名，与“布拉吉”直至中苏交恶都是当时中国流行的苏式女装。列宁装因列宁在十月革命前后常穿而得名，原为男装上衣，但在中国演变出女装，成为与“中山装”齐名的革命服饰。
它的式样为西装开领（或不开领）、双排扣、斜纹布上衣，双襟中下方带一暗斜口袋（当时中山装是明兜），腰中系一布带，以黄、绿、黑、蓝、灰色为主。由于建国到1955年党政机关以及国有企事业单位实行“供给制”，干部的衣帽鞋均为单位配发，当时政府机关女干部的多着此装，因此又被称为“干部服”。由于当时青年人以追求革命元素为时尚，以参加革命工作成为国家干部为荣，列宁装这一苏式服装，迅速流行。改进版加大了翻领的尺寸与领口尺寸。
列宁装的缺点是浪费布料。随着1955年供给制改为等级工资制，各单位不再配发服装，改为各家各户用现金与布票买布自制或订制服装，列宁装的干部服地位很快就被更为省布料的中山装或军装式样取代。女版服装流行为小西服领的中山装式样。

## 图集

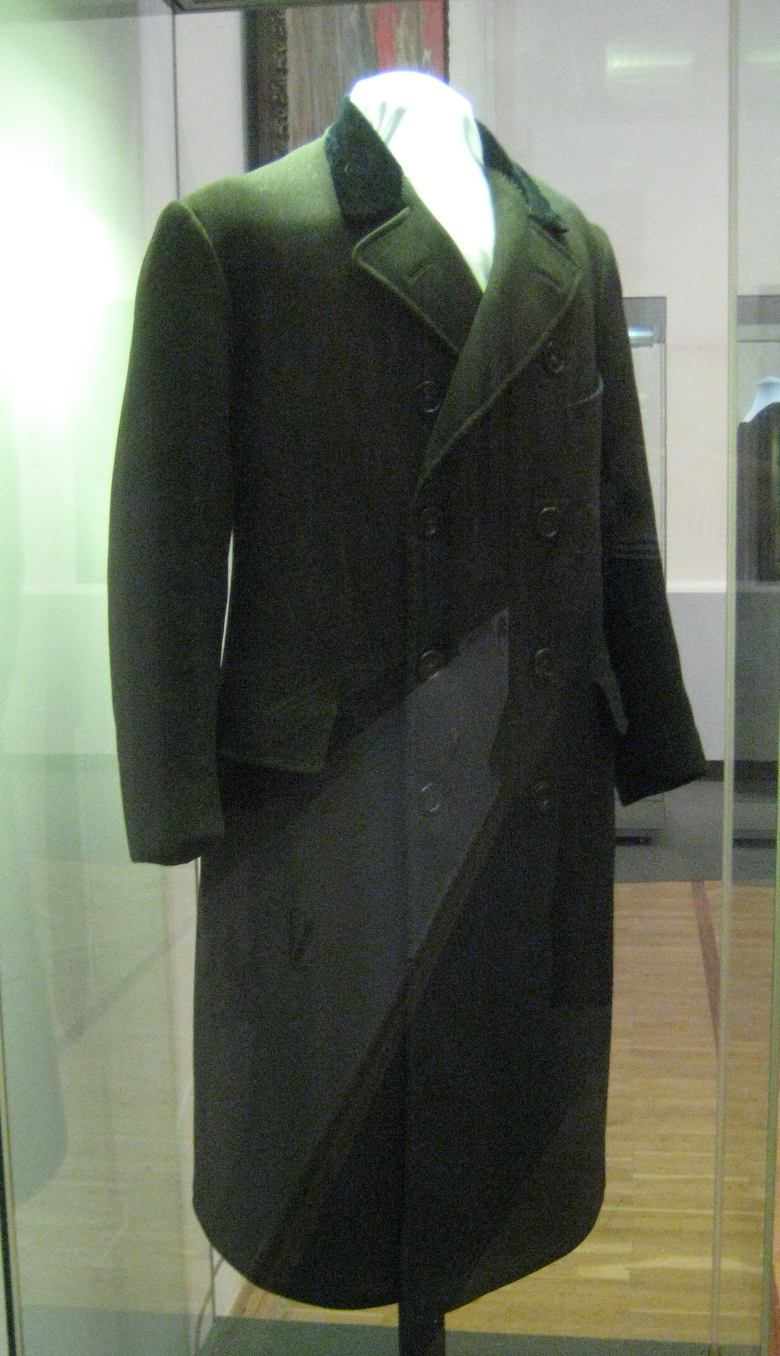
列宁的大衣
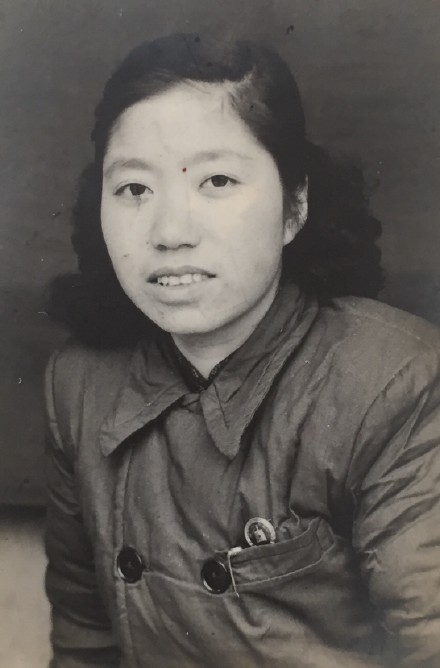
1952年身着列宁装的老师
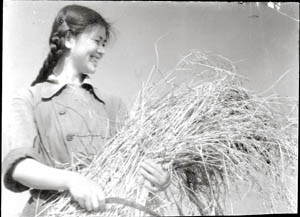
1960年身着列宁装的老师

## 影视作品
- 1960年反特电影《铁道卫士》女特务王曼丽（叶琳琅饰）